# Chimiquier
Un chimiquier est un navire-citerne destiné au transport de produits chimiques. Avec les gaziers, il s'agit des navires de commerce les plus avancés à l'heure actuelle, notamment à cause de la complexité de leurs systèmes de gestion de la cargaison.

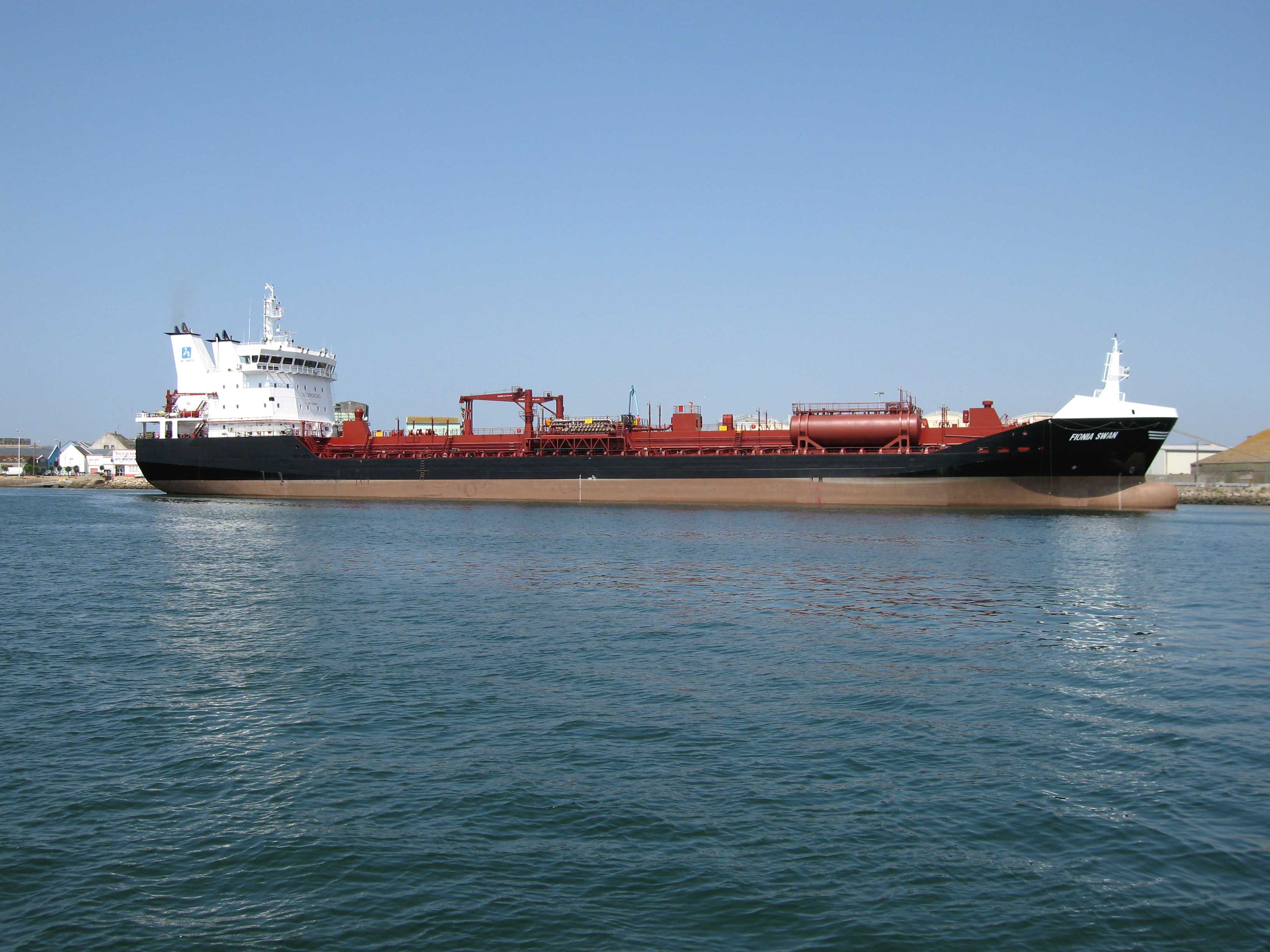
Le chimiquier danois Fiona Swan de 15 000 t à Lorient
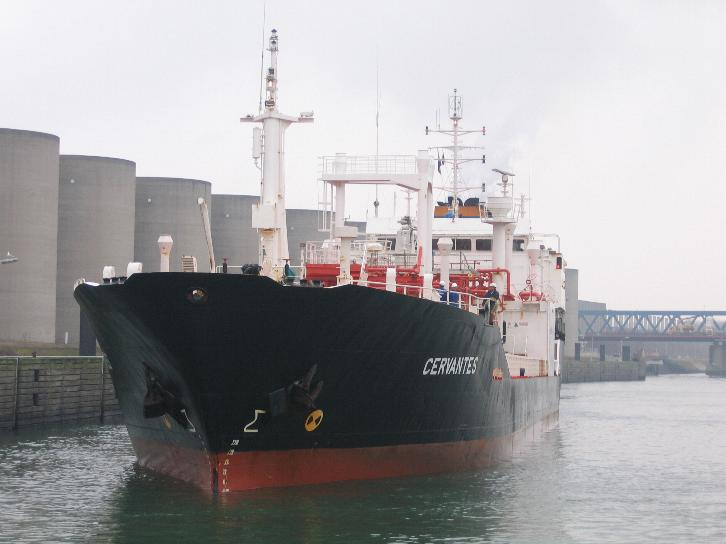
Le chimiquier Cervantes arrivant à Rotterdam
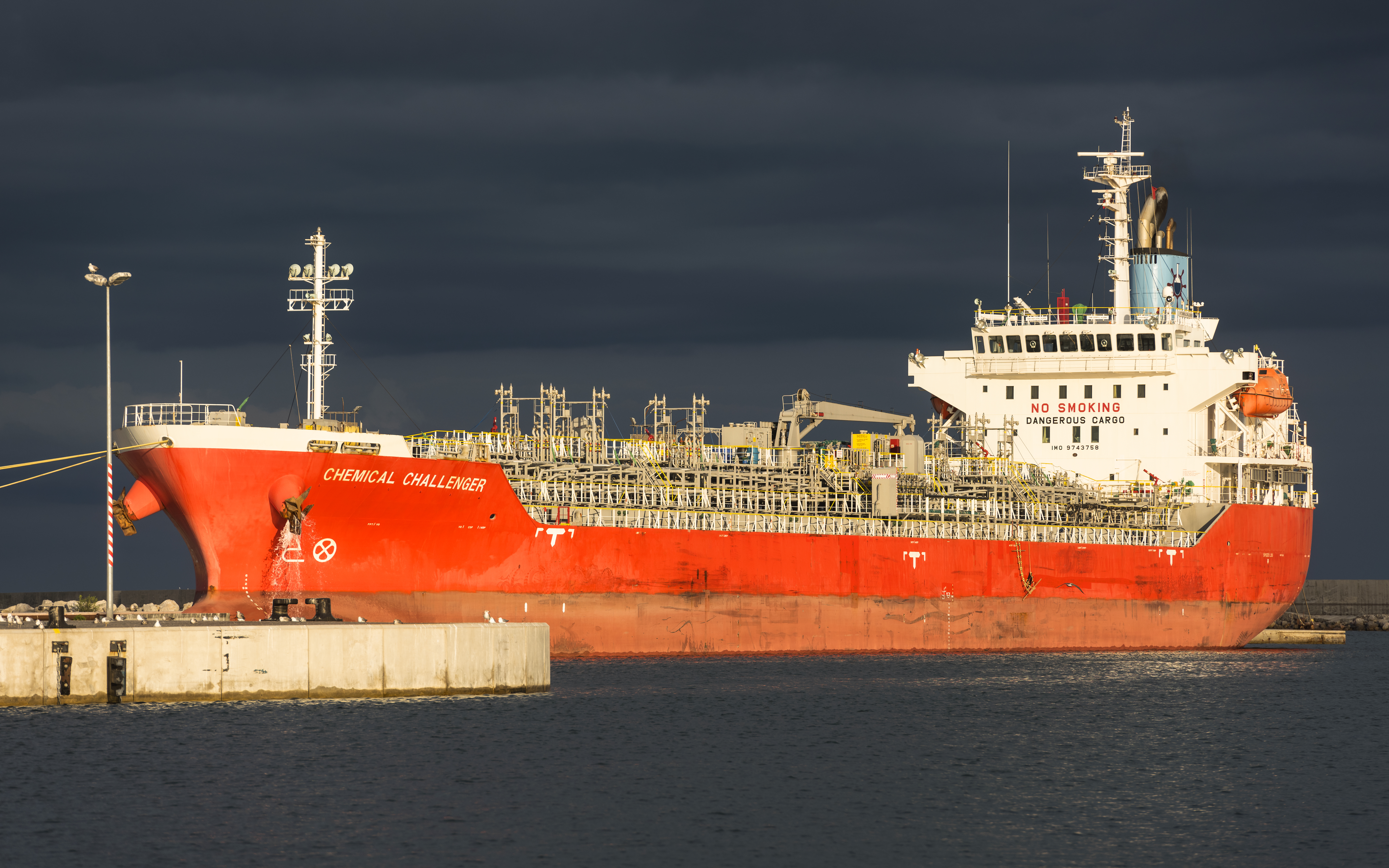
Le Chemical challenger à Sète. Août 2017.

Les chimiquiers océaniques transportent en général de 5 000 à 40 000 tonnes, et sont donc bien plus petits que les autres navires citernes (pétroliers et méthaniers). Ils sont soumis à d'importantes contraintes en matière de sécurité et de taille pour pouvoir décharger dans les ports : leurs cargaisons sont souvent classées comme dangereuses, ou bien de grande valeur.

## Histoire
Les marchandises chimiques étaient à l'origine transportées dans des barils ou de petites cuves, placées sur des cargos génériques. Avec la montée de la demande juste après la Seconde Guerre mondiale, le besoin de transporter ces produits en vrac augmenta, mais les cales des navires existants ne convenaient pas. Les premiers chimiquiers étaient des pétroliers, dont les cuves furent subdivisées et munies de pompes submergées, et le fond doublé. Ils étaient en activité entre la zone industrielle très active du golfe du Mexique et la côte Est des États-Unis à la fin des années 1940, puis étendirent leur trafic vers l'Europe dès les années 1950. 
Les premiers véritables chimiquiers furent construits à cette époque, adoptant très vite les caractéristiques des navires modernes : petites cuves bien séparées, revêtements spéciaux, système de chauffage. Au début des années 1960, les premiers chimiquiers parcellaires apparurent (voir plus bas), dotés de moyens de contrôle plus avancés, alarmes et détecteurs. Le souci d'efficacité a poussé les armateurs et constructeurs à rechercher de nouvelles solutions, tandis que les réglementations internationales évoluaient en conséquence, avec notamment l'introduction du code IBC.
Des ports se spécialisent dans le transport des produits chimiques comme Casablanca au Maroc (phosphates) et La Seyne-sur-Mer (pétrochimie). Les chimiquiers demandent en effet des moyens de sécurité importants.

## Utilisation actuelle

### Types
Les chimiquiers sont divisés en plusieurs grandes catégories.
Les pétroliers / chimiquiers
Ils transportent à la fois du pétrole raffiné et des produits chimiques, dans différentes cuves. Les produits qu'ils transportent sont à la fois les nombreux dérivés du pétrole et les produits chimiques « faciles », c'est-à-dire peu dangereux, comme l'octane ou le xylène.
Les chimiquiers polyvalents ou parcellaires
Ils sont appelés ainsi car ils transportent de nombreux lots (ou « parcelles ») de produits différents, à la pression atmosphérique. Ils peuvent posséder 30 à 40 cuves, chacune équipée de sa pompe immergée et de son système de tuyautage propre.
Les chimiquiers spécialisés
Ces navires ne transportent qu'un seul type de produit avec des propriétés particulières, pour lequel ils sont spécialement conçus. Le plus souvent, ils disposent d'un système de chauffage de la cargaison (soufriers, asphaltiers) ou d'un revêtement spécialisé (phosphoriquiers). En ne transportant qu'un seul produit, ils évitent la contamination.
S'il n'existe pas de véritable taille standard comme pour les pétroliers, on trouve de même des grandes subdivisions.
- Les barges et péniches, utilisées sur les réseaux fluviaux notamment en Europe du Nord. D'un port en lourd de 500 à 4 000 tonnes, elles servent surtout à approvisionner les industries éloignées des ports maritimes.
- Les caboteurs, entre 3 000 et 10 000 tpl, sont utilisés pour le trafic côtier, pour ravitailler les ports et les navires y faisant escale, là où un plus grand chimiquier ne pourrait aller. Ils sont utilisés en Europe, en Asie du Sud-Est, et dans les Amériques.
- Les chimiquiers de haute mer, entre 10 000 et 50 000 tpl, sont en opération sur les grandes routes maritimes, reliant les Amériques, l'Europe, le Moyen-Orient et l'Asie.

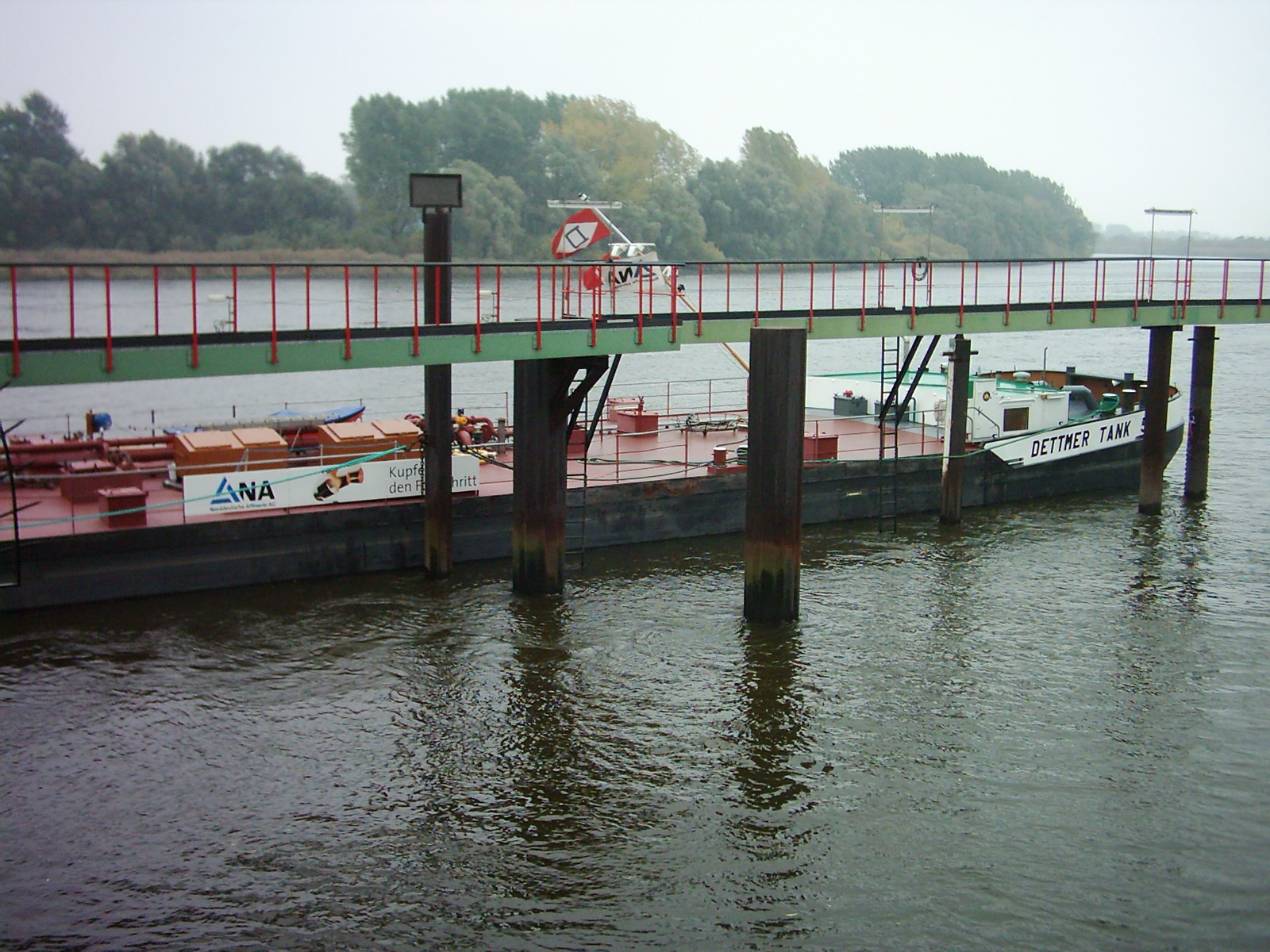
Barge Dettmer tank sur l'Elbe près de Hambourg, transportant de l'acide sulfurique
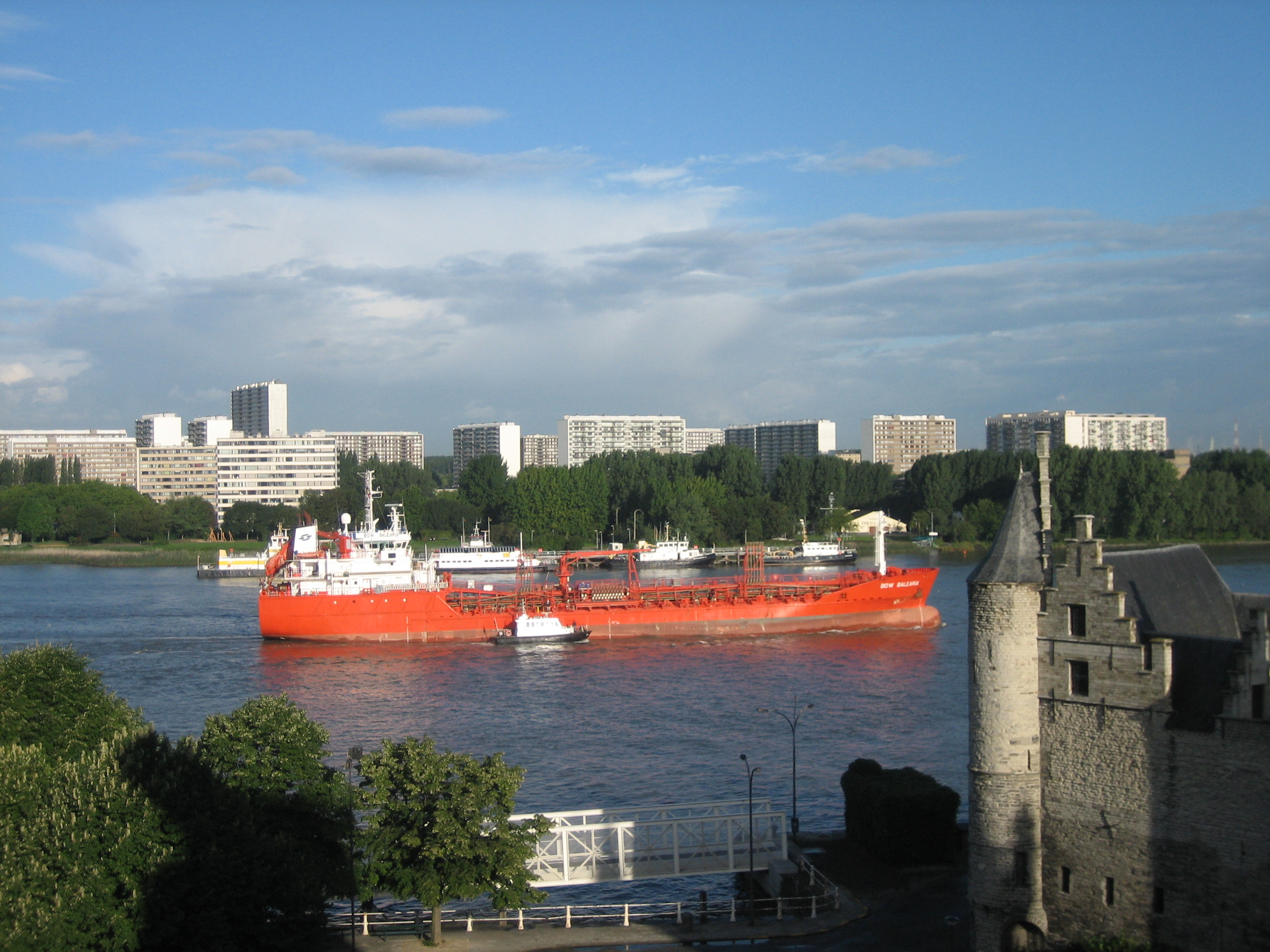
Le Bow Balearia, pétrolier/chimiquier de 5 846 tpl, près d'Anvers
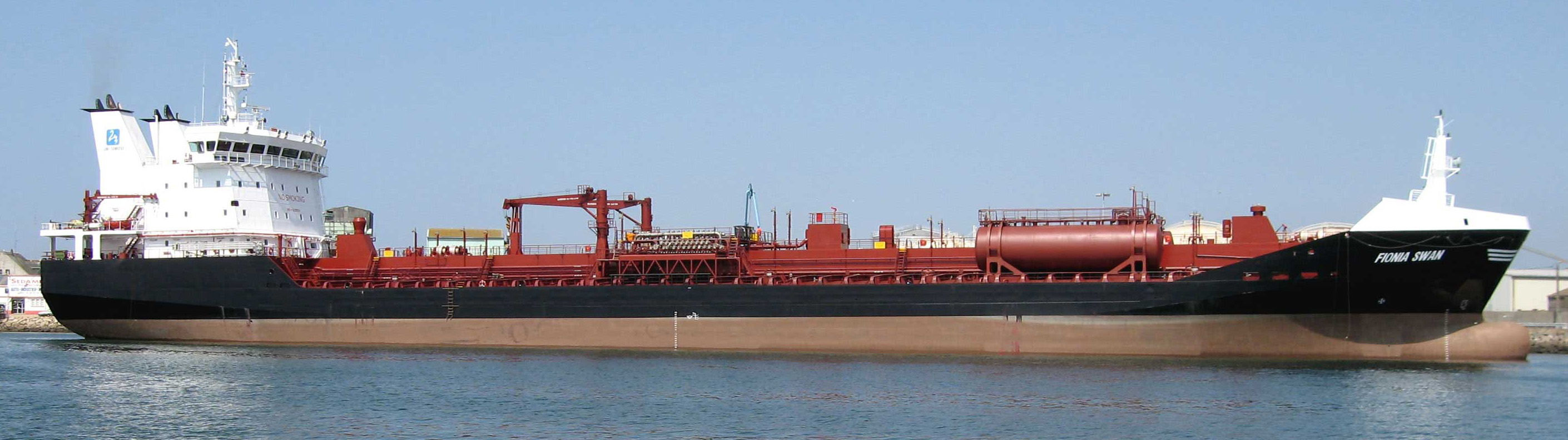
Le Fiona Swan, pétrolier/chimiquier hauturier de 15 600 tpl, à Lorient

### Cargaisons

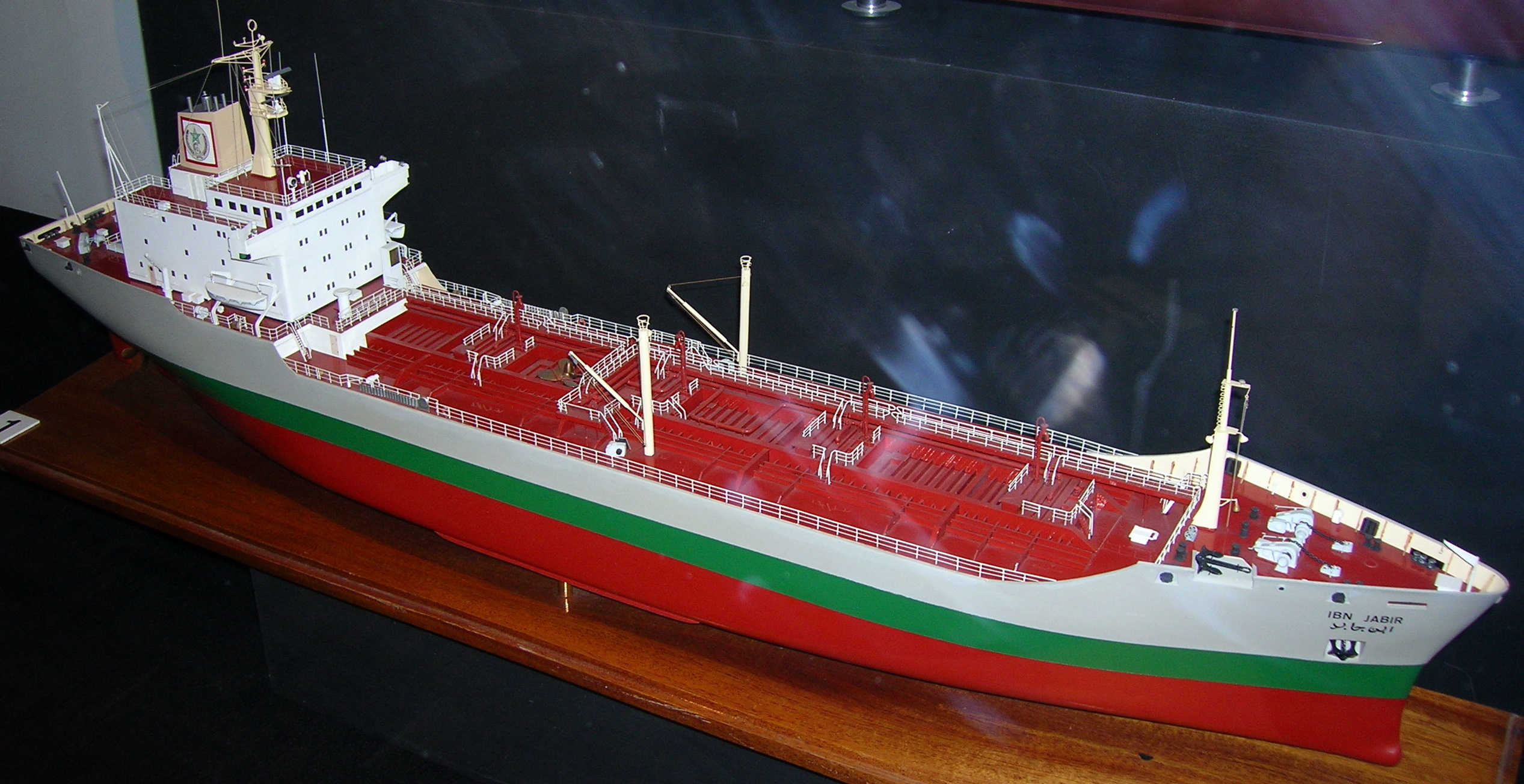
Maquette de l’Ibn Jabir, phosphoriquier de 1976. Musée de la Marine, Paris.

Les cargaisons transportées sont extrêmement variées et peuvent inclure des dérivés du pétrole, des acides inorganiques, de l'huile de poisson, des produits de l'industrie pharmaceutique, de la mélasse, jusqu'aux produits chimiques les plus sophistiqués. Ils peuvent être classés de différentes façons : suivant leur composition chimique (par exemple, composés organiques / inorganiques), ou selon différents systèmes de classification développés par les agences gouvernementales ou les armateurs. Par exemple, l'United States Coast Guard (USCG) utilise 36 groupes de produits servant à évaluer leur compatibilité, la Royal Institution of Naval Architects propose la division suivante :
- les produits pétrochimiques, dérivés du raffinage du pétrole, dont les essences, les huiles de lubrification, le bitume, l'éthylène et les dérivés (polyéthylène, solvants, benzène), le PVC… ;
- les goudrons, dérivés de la houille, et donc certains engrais, désinfectants, conservateurs, parfums, explosifs, etc. ;
- les dérivés des glucides, dont la mélasse et les alcools ;
- les huiles végétales et animales, incluant les huiles de poisson et huiles marines, de colza, de palme, de tournesol, le suif, mais aussi les acides gras et les esters d'alcool ;
- les produits chimiques lourds, c'est-à-dire ceux ayant une masse volumique élevée, par exemple l'acide sulfurique, la soude caustique, le soufre…

D'autres classifications sont possibles, selon le degré de raffinage, l'utilisation finale du produit, selon le degré de dangerosité d'après le code IBC) ou de pollution (d'après la convention Marpol 73/78), ainsi que selon les besoins en matière de transport (cargaisons « faciles », « sophistiquées », « propres », « sales »…), ce qui permet de donner un prix à la marchandise. Ce dernier système est aussi le plus utilisé par les affréteurs.

### Flotte mondiale
| Pays            | Navires |
| --------------- | ------- |
| Panama          | 476     |
| Liberia         | 200     |
| Norvège         | 150     |
| Italie          | 136     |
| Singapour       | 136     |
| Îles Marshall   | 133     |
| Malte           | 105     |
| Corée du Sud    | 98      |
| Bahamas         | 64      |
| Île de Man      | 53      |
| Royaume-Uni     | 50      |
| Turquie         | 50      |
| Danemark        | 48      |
| Grèce           | 47      |
| Suède           | 47      |
| Chine           | 45      |
| Chypre          | 44      |
| Hong Kong       | 44      |
| Îles Caïmans    | 42      |
| Malaisie        | 38      |
| Pays-Bas        | 29      |
| TAAF            | 27      |
| Gibraltar       | 26      |
| Russie          | 25      |
| Indonésie       | 21      |
| États-Unis      | 20      |
| Japon           | 20      |
| Luxembourg      | 16      |
| Arabie saoudite | 15      |
| Portugal        | 15      |
| Espagne         | 14      |
| Thaïlande       | 14      |
| Allemagne       | 13      |
| Inde            | 13      |
| Philippines     | 13      |
| Cambodge        | 11      |
| Chili           | 10      |
| Total mondial   | 1713    |

Le marché du transport des produits chimiques par mer représentait 2,5 milliards de dollars en 2003 ; les produits transportés étaient à 43 % des composés organiques, à 22 % des huiles, 16 % des produits inorganiques, et les 22 % restants comprenant les autres produits. Quatre armateurs contrôlent près de deux tiers du marché : Stolt-Nielsen (135 navires, 2 millions de tpl), Odfjell (93 navires, 2,4 millions de tpl), Jo Tankers (30 navires, 784 000 tpl) et Tokyo Marine (51 navires, 818 000 tpl), le reste étant divisé entre de nombreux petits armateurs. Les principaux clients sont les industries pétrolières et chimiques, mais aussi les négociants faisant transporter les produits comme le styrène, le xylène ou le benzène sur de grandes distances. 
Le coût de transport d'une tonne de produits entre Houston et l'Europe était, en 2002, de l'ordre de 30 US$ pour des produits « faciles » et de 50 US$ pour des produits sophistiqués. Leurs routes incluent d'une part les routes régulières entre les régions productrices et consommatrices (dans le cas des produits rares), et des routes irrégulières (souvent en tramping) pour les produits de consommation courante. Les chimiquiers sont ainsi presque toujours assurés d'avoir une cargaison à transporter et n'effectuent que peu de voyages sur ballast.
En 2002, on comptait 1 713 chimiquiers, pour un total de 24,4 millions de tonnes de port en lourd ; en ne comptant pas les pétroliers/chimiquiers, la flotte arrive à 8,3 millions de tonnes de port en lourd en 2005, soit 0,9 % du tonnage de commerce mondial. La plupart des nouveaux chimiquiers sont construits dans des chantiers au Japon, en Corée ou en Chine, avec d'autres constructeurs moins importants en Turquie, en Italie, en Allemagne ou en Pologne. En raison de leur complexité, ces navires sont très chers : environ 40 millions de dollars pour un chimiquier de 19 000 tpl à 38 cuves, en 2001 dans un chantier européen (soit le prix d'un pétrolier d'une capacité deux à trois fois plus élevée). Pour amortir ce prix, les navires sont conçus pour une plus grande durée de vie, souvent plus de trente ans, notamment grâce à une structure plus résistante à la fatigue.

## Architecture

### Forme générale
Le code IBC a imposé une architecture unique, à quelques variations près, sur l'ensemble des chimiquiers en activité. Extérieurement, leur coque est similaire à celle d'un petit pétrolier, aux formes assez pleines (coefficient de bloc entre 0,80 et 0,85), quelquefois affinées pour les chimiquiers hauturiers ; l'avant comporte un bulbe d'étrave calibré pour un plein chargement (les chimiquiers n'effectuant que peu de voyages sur ballast), et un tableau arrière en trapèze. Leur longueur hors-tout varie entre 120 mètres (pour les navires de 10 000 tpl) et 190 mètres (navires de 50 000 tpl) ; le rapport longueur/largeur est de l'ordre de 6 à 6,5, donnant des largeurs de 18 à 32 mètres (taille Panamax, jamais dépassée), avec une grande partie des navires de largeur inférieure à 23 mètres (taille Seawaymax). Le tirant d'eau est quant à lui souvent inférieur à 12 mètres (taille Panamax), voire 10 mètres pour passer dans le golfe du Mexique et les ports de la côte Est des États-Unis.
La superstructure est toujours placée à l'arrière, au-dessus de la salle des machines, le milieu du navire étant réservé à la cargaison.

### Machinerie et propulsion
La plupart des chimiquiers disposent pour leur propulsion d'une hélice unique entraînée par un moteur Diesel deux-temps à faible vitesse de rotation. Leur vitesse est de l'ordre de 12 à 16 nœuds. La production d'électricité est assurée par un alternateur attelé en route et par deux à trois générateurs Diesel au port.
Si ce système est le plus économique, il présente l'inconvénient de ne pas offrir de sécurité s'il tombe en panne, le navire se retrouvant alors sans propulsion. Les armateurs cherchent des solutions pour assurer un certain degré de redondance : la propulsion Diesel-électrique a été testée sur le Stolt Innovation de 1996, où un moteur Diesel quatre-temps génère l'électricité pour un moteur électrique de 10 MW entraînant une hélice unique. Ce système permet également de réduire les émissions de NOx, de réduire la taille de la salle des machines et de mieux réutiliser les gaz d'échappement. D'autres solutions existent, notamment en utilisant les générateurs électriques pour entraîner l'hélice en cas de panne du moteur principal, grâce à une boîte de vitesses. 
L'hélice principale est complétée par un propulseur d'étrave (plus rarement, deux) pour une meilleure manœuvrabilité au port ; un safran se trouve derrière l'hélice principale, parfois d'un type à grande portance (comme les Becker Flaps ou les Schilling Rudders).

## Gestion de la cargaison

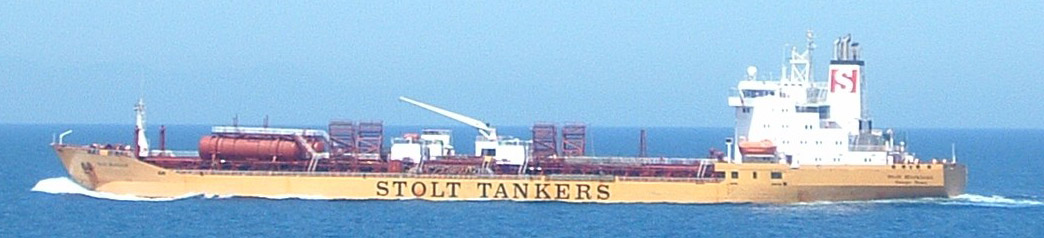
Le Stolt Markland de 31000 tpl, avec des citernes externes en pontée

Les systèmes de gestion de la cargaison incluent les cuves, les pompes, les tuyauteries, les systèmes de ventilation, de suivi, de contrôle environnemental, et de nettoyage.

### Cuves
Pour le code IBC, quatre types de cuves peuvent être distinguées : les cuves indépendantes, intégrales, à gravité et à pression. Les cuves indépendantes sont les citernes transportées en pontée par certains navires, mais aussi les citernes intégrées à un conteneur, et pouvant être transportées par un porte-conteneurs ou un cargo polyvalent. Ces citernes permettent une plus grande flexibilité et un déchargement aisé, mais n'ont qu'une faible capacité. Les cuves intégrales sont les plus courantes : elles forment une partie intégrante de la structure du navire.
Les cuves à gravité sont conçues pour avoir une pression maximale de 0,7 bar à leur sommet, à l'inverse des cuves à pression. Le premier type est le plus courant.
Les cuves sont recouvertes soit d'acier inoxydable ou d'acier doux avec un revêtement ; celui-ci est soit de l'époxy soit un silicate de zinc (hémimorphite) : ce revêtement (ou le choix de l'acier inoxydable) détermine en partie la cargaison qui peut être transportée, les cuves en acier inoxydable sont plutôt pour les acides forts comme les acides phosphoriques et sulfuriques, tandis que les cargaisons moins agressives, comme l'huile végétale, sont transportées dans les cuves époxy. Les cuves en acier inoxydable permettent de transporter davantage de produits, et peuvent être nettoyées plus facilement : elles sont donc les plus largement utilisées.

### Pompes et tuyauteries

Illustration des systèmes de chargement / déchargement sur le « Chassiron »
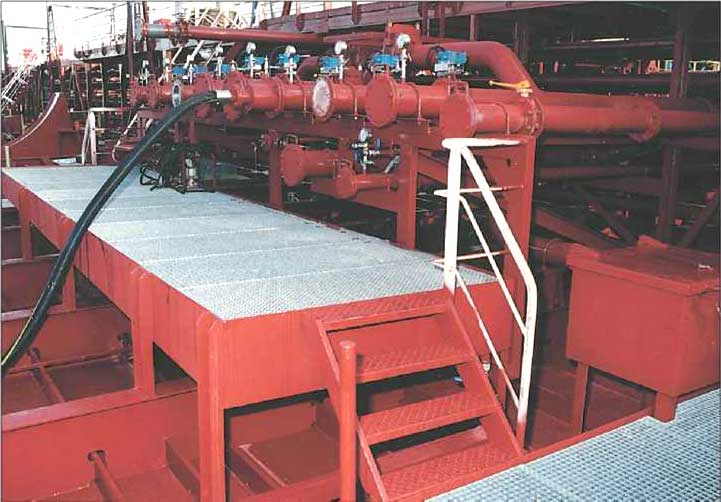
Les buses de chargement / déchargement.
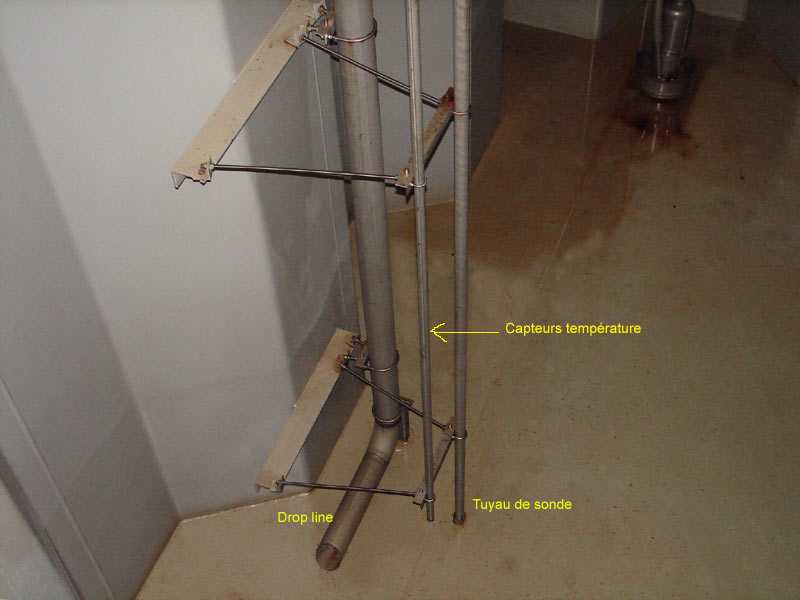
La drop line, pour le chargement.
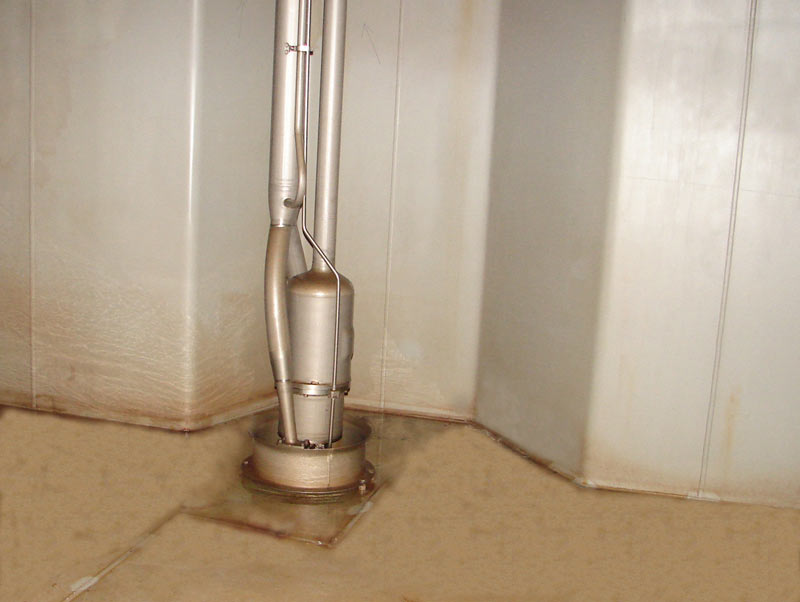
Pompe immergée Frank Mohn au fond d'une citerne.
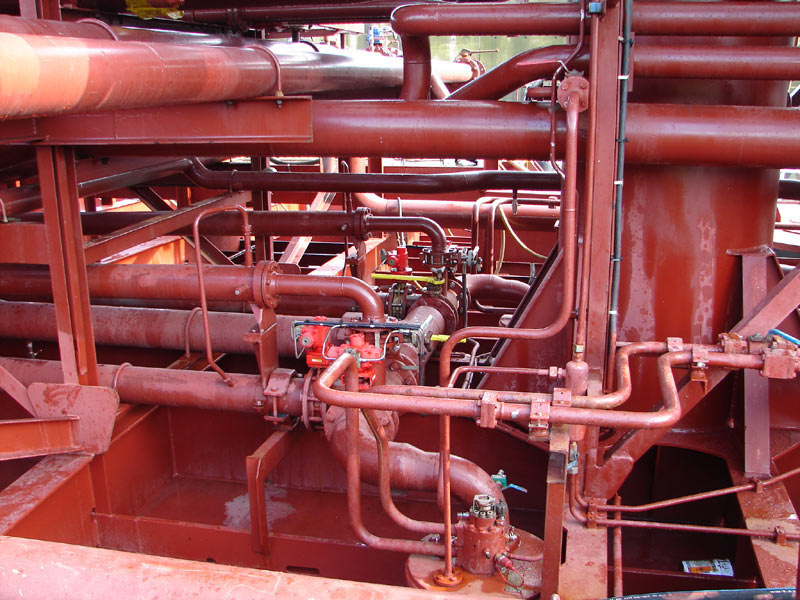
Pont au-dessus de la pompe submergée ; le moteur électrique est visible au premier plan à droite.

Sur tous les chimiquiers en opération actuellement, chaque cuve possède son système de pompage et de tuyauterie séparé, pour conserver une flexibilité maximale et minimiser les risques de mélange de produits.

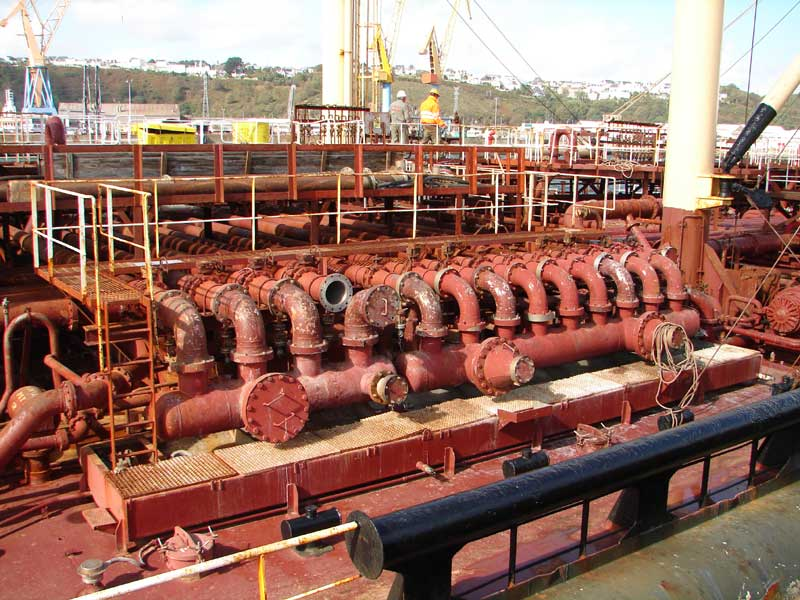
Les buses du chimiquier Al Farabi marocain de 24000 tpl : elles ont été reliées à une « clarinette » (en bas), ce qui indique que le navire ne transporte que des cargaisons homogènes (en l'occurrence, de la mélasse).

Le chargement se fait par en connectant les tuyauteries à terre avec les buses de chargement, généralement situées au milieu du navire, puis par une drop line (« ligne de descente ») en bas de la cuve, ou bien par la pompe. Le déchargement se fait grâce à une pompe submergée, de type rotative centrifuge, située dans un puisard au fond de la cuve : sa position réduit le volume non pompable à quelques litres. La pompe est entraînée soit par un moteur hydraulique dans la cuve, soit par un moteur électrique sur le pont faisant tourner un arbre moteur. Leur vitesse est variable, et leur débit va de 50 à 2 000 m3/h. Si la cargaison est particulièrement visqueuse (comme pour la mélasse), une pompe d'appoint entre en action, en général de type « vis d'Archimède », placée sur le pont.
Quand les pompes sont hydrauliques, elles sont entraînées par des centrales hydrauliques utilisant l'énergie électrique du bord, et situées à l'arrière, entre la salle des machines et les cuves. Ces machines très bruyantes se trouvent dans une salle isolée. Leur puissance dépend de la taille des pompes (qui dépend elle-même directement de la taille des cuves), et du temps de déchargement désiré : très souvent, les contrats stipulent un déchargement complet en moins de 12 heures. Les centrales sont composées d'au moins trois ensembles moteur électrique / pompe hydraulique pour une meilleure redondance. Ils sont aussi parfois utilisés pour entraîner le propulseur d'étrave, des grues, les pompes des ballasts et les guindeaux. 
Les tuyauteries, toujours en acier inoxydable, se trouvent sur le pont principal et relient les cuves aux buses. L'enchevêtrement des tuyaux sur le pont est caractéristique des chimiquiers.

### Ventilation
La ventilation est indispensable pour empêcher des gaz toxiques ou explosifs de s'accumuler, et pour éviter la formation de pressions trop hautes ou trop basses. Le coût de construction est donc plus important et les navires consomment plus de gazole que les navires ordinaires.

## Sécurité
Les cargaisons de ces navires présentant de nombreux risques tant pour l'équipage que pour l'environnement, leur transport est soumis à des règles très strictes, provenant d'organisations internationales (Organisation maritime internationale notamment), des états, et des sociétés de classification, comme le code IBC et la convention Marpol. Les marins sont  mieux payés. Ils doivent être formés spécialement pour la sécurité. Les capitaines sont aussi formés  pour organiser les secours en cas d'explosion et d'incendie. 

### Exemples d'accidents récents
- Le Ievoli Sun, chargé de 6 000 tonnes de styrène qui a fait naufrage au large des côtes bretonnes en 2000.
- L'Ece, chargé de 10 000 tonnes d'acide phosphorique qui a coulé au large des Casquets après une collision avec un vraquier le 1er février 2006.